# Volta à Arábia Saudita de 2022
A 2.ª edição do Volta à Arábia Saudita é uma corrida de ciclismo de estrada por etapas que se celebra entre 1 e 5 de fevereiro de 2022 na Arábia Saudita.
A corrida faz parte do UCI Asia Tour de 2022, calendário ciclístico dos Circuitos Continentais da UCI, dentro da categoria 2.1.

## Equipas participantes
Tomaram parte na corrida 15 equipas: 8 de categoria UCI WorldTeam, 5 de categoria UCI ProTeam e 2 de categoria Continental. Formaram assim um pelotão de 96 ciclistas dos que acabaram XX. As equipas participantes foram:
| Equipes WorldTeam (8)- UAE Team Emirates - Bahrain Victorious - Bora-Hansgrohe - Cofidis - Lotto-Soudal - Quick-Step Alpha Vinyl - BikeExchange-Jayco - Team DSM Equipes ProTeam (5)- Alpecin-Fenix - B&B Hotels-KTM - Arkéa-Samsic - TotalEnergies - Uno-X Pro Cycling Team Equipes Continentais (2)- Kuwait Pro Cycling Team - Terengganu Polygon Cycling Team |
| |

## Percorrido
O Volta à Arábia Saudita dispõe de cinco etapas para um percurso total de 831,3 quilómetros.
| Etapa | Data   | Percurso                      | type            | Distância (km) | Elevação (m) | Vencedor          | Líder geral       |
| ----- | ------ | ----------------------------- | --------------- | -------------- | ------------ | ----------------- | ----------------- |
| 1     | 1 fev. | Winter Park – Winter Park     | etapa plana     | 198            | 1 117 m      | Caleb Ewan        | Caleb Ewan        |
| 2     | 2 fev. | Taibah University – Abu Rawka | etapa escarpada | 163,9          | 1 669 m      | Santiago Buitrago | Santiago Buitrago |
| 3     | 3 fev. | Tayma – Alula                 | etapa plana     | 181,2          | 854 m        | Dylan Groenewegen | Santiago Buitrago |
| 4     | 4 fev. | Winter Park – Harrat Rahat    | etapa escarpada | 149,3          | 1 300 m      | Maxim Van Gils    | Maxim Van Gils    |
| 5     | 5 fev. | Alula – Alula                 | etapa plana     | 138,9          | 753 m        | Dylan Groenewegen | Maxim Van Gils    |

## Desenvolvimento da corrida

### 1.ª etapa
| Winter Park - Winter Park | etapa plana | (198 km) |

| \| Classificação por etapas \| Classificação por etapas \| Classificação por etapas \| Classificação por etapas \| Classificação por etapas \| \| Ciclista \| Ciclista \| Equipe \| Tempo \| \| \| ------------------------ \| ------------------------ \| ------------------------ \| ------------------------ \| ------------------------ \| \| 1. \| Caleb Ewan \| Lotto-Soudal \| 4h41m52s \| \| \| 2. \| Martin Laas \| Bora-Hansgrohe \| + 0s \| \| \| 3. \| Fernando Gaviria \| UAE Team Emirates \| + 0s \| \| \| 4. \| Jasper De Buyst \| Lotto-Soudal \| + 0s \| \| \| 5. \| Niccolò Bonifazio \| TotalEnergies \| + 0s \| \| \| 6. \| Felix Groß \| UAE Team Emirates \| + 0s \| \| \| 7. \| Simon Dehairs \| Alpecin-Fenix \| + 0s \| \| \| 8. \| Davide Ballerini \| Quick-Step Alpha Vinyl \| + 0s \| \| \| 9. \| Jérémy Lecroq \| B&B Hotels-KTM \| + 0s \| \| \| 10. \| Simone Consonni \| Cofidis \| + 0s \| \| |                   |                        |          |
| |                   |                        |          |
| Fonte: ProCyclingStats |                   |                        |          |
| Classificação por etapas |                   |                        |          |
| Ciclista | Ciclista          | Equipe                 | Tempo    |
| 1. | Caleb Ewan        | Lotto-Soudal           | 4h41m52s |
| 2. | Martin Laas       | Bora-Hansgrohe         | + 0s     |
| 3. | Fernando Gaviria  | UAE Team Emirates      | + 0s     |
| 4. | Jasper De Buyst   | Lotto-Soudal           | + 0s     |
| 5. | Niccolò Bonifazio | TotalEnergies          | + 0s     |
| 6. | Felix Groß        | UAE Team Emirates      | + 0s     |
| 7. | Simon Dehairs     | Alpecin-Fenix          | + 0s     |
| 8. | Davide Ballerini  | Quick-Step Alpha Vinyl | + 0s     |
| 9. | Jérémy Lecroq     | B&B Hotels-KTM         | + 0s     |
| 10. | Simone Consonni   | Cofidis                | + 0s     |

| \| Classificação geral \| Classificação geral \| Classificação geral \| Classificação geral \| Classificação geral \| \| Ciclista \| Ciclista \| Equipe \| Tempo \| \| \| ------------------- \| ---------------------- \| ---------------------- \| ------------------- \| ------------------- \| \| 1. \| Caleb Ewan \| Lotto-Soudal \| 4h41m42s \| \| \| 2. \| Martin Laas \| Bora-Hansgrohe \| + 4s \| \| \| 3. \| Fernando Gaviria \| UAE Team Emirates \| + 6s \| \| \| 4. \| Rui Costa \| UAE Team Emirates \| + 7s \| \| \| 5. \| Martin Bugge Urianstad \| Uno-X Pro Cycling Team \| + 8s \| \| \| 6. \| Tim Declercq \| Quick-Step Alpha Vinyl \| + 9s \| \| \| 7. \| Jasper De Buyst \| Lotto-Soudal \| + 10s \| \| \| 8. \| Niccolò Bonifazio \| TotalEnergies \| + 10s \| \| \| 9. \| Felix Groß \| UAE Team Emirates \| + 10s \| \| \| 10. \| Simon Dehairs \| Alpecin-Fenix \| + 10s \| \| |                        |                        |          |
| |                        |                        |          |
| Fonte: ProCyclingStats |                        |                        |          |
| Classificação geral |                        |                        |          |
| Ciclista | Ciclista               | Equipe                 | Tempo    |
| 1. | Caleb Ewan             | Lotto-Soudal           | 4h41m42s |
| 2. | Martin Laas            | Bora-Hansgrohe         | + 4s     |
| 3. | Fernando Gaviria       | UAE Team Emirates      | + 6s     |
| 4. | Rui Costa              | UAE Team Emirates      | + 7s     |
| 5. | Martin Bugge Urianstad | Uno-X Pro Cycling Team | + 8s     |
| 6. | Tim Declercq           | Quick-Step Alpha Vinyl | + 9s     |
| 7. | Jasper De Buyst        | Lotto-Soudal           | + 10s    |
| 8. | Niccolò Bonifazio      | TotalEnergies          | + 10s    |
| 9. | Felix Groß             | UAE Team Emirates      | + 10s    |
| 10. | Simon Dehairs          | Alpecin-Fenix          | + 10s    |

### 2.ª etapa
| Taibah University - Abu Rawka | etapa escarpada | (163,9 km) |

| \| Classificação por etapas \| Classificação por etapas \| Classificação por etapas \| Classificação por etapas \| Classificação por etapas \| \| Ciclista \| Ciclista \| Equipe \| Tempo \| \| \| ------------------------ \| ------------------------ \| ------------------------ \| ------------------------ \| ------------------------ \| \| 1. \| Santiago Buitrago \| Bahrain Victorious \| 3h43m51s \| \| \| 2. \| Andrea Bagioli \| Quick-Step Alpha Vinyl \| + 1s \| \| \| 3. \| Anthon Charmig \| Uno-X Pro Cycling Team \| + 7s \| \| \| 4. \| Maxim Van Gils \| Lotto-Soudal \| + 7s \| \| \| 5. \| Rui Costa \| UAE Team Emirates \| + 7s \| \| \| 6. \| Caleb Ewan \| Lotto-Soudal \| + 7s \| \| \| 7. \| Axel Zingle \| Cofidis \| + 11s \| \| \| 8. \| Rui Oliveira \| UAE Team Emirates \| + 11s \| \| \| 9. \| Cyril Barthe \| B&B Hotels-KTM \| + 11s \| \| \| 10. \| Benjamin Declercq \| Arkéa-Samsic \| + 11s \| \| |                   |                        |          |
| |                   |                        |          |
| Fonte: ProCyclingStats |                   |                        |          |
| Classificação por etapas |                   |                        |          |
| Ciclista | Ciclista          | Equipe                 | Tempo    |
| 1. | Santiago Buitrago | Bahrain Victorious     | 3h43m51s |
| 2. | Andrea Bagioli    | Quick-Step Alpha Vinyl | + 1s     |
| 3. | Anthon Charmig    | Uno-X Pro Cycling Team | + 7s     |
| 4. | Maxim Van Gils    | Lotto-Soudal           | + 7s     |
| 5. | Rui Costa         | UAE Team Emirates      | + 7s     |
| 6. | Caleb Ewan        | Lotto-Soudal           | + 7s     |
| 7. | Axel Zingle       | Cofidis                | + 11s    |
| 8. | Rui Oliveira      | UAE Team Emirates      | + 11s    |
| 9. | Cyril Barthe      | B&B Hotels-KTM         | + 11s    |
| 10. | Benjamin Declercq | Arkéa-Samsic           | + 11s    |

| \| Classificação geral \| Classificação geral \| Classificação geral \| Classificação geral \| Classificação geral \| \| Ciclista \| Ciclista \| Equipe \| Tempo \| \| \| ------------------- \| ------------------- \| ---------------------- \| ------------------- \| ------------------- \| \| 1. \| Santiago Buitrago \| Bahrain Victorious \| 8h25m33s \| \| \| 2. \| Caleb Ewan \| Lotto-Soudal \| + 7s \| \| \| 3. \| Anthon Charmig \| Uno-X Pro Cycling Team \| + 13s \| \| \| 4. \| Rui Costa \| UAE Team Emirates \| + 14s \| \| \| 5. \| Maxim Van Gils \| Lotto-Soudal \| + 17s \| \| \| 6. \| Tim Declercq \| Quick-Step Alpha Vinyl \| + 20s \| \| \| 7. \| Simone Consonni \| Cofidis \| + 21s \| \| \| 8. \| Cyril Barthe \| B&B Hotels-KTM \| + 21s \| \| \| 9. \| Danny van Poppel \| Bora-Hansgrohe \| + 21s \| \| \| 10. \| Rubén Fernández \| Cofidis \| + 21s \| \| |                   |                        |          |
| |                   |                        |          |
| Fonte: ProCyclingStats |                   |                        |          |
| Classificação geral |                   |                        |          |
| Ciclista | Ciclista          | Equipe                 | Tempo    |
| 1. | Santiago Buitrago | Bahrain Victorious     | 8h25m33s |
| 2. | Caleb Ewan        | Lotto-Soudal           | + 7s     |
| 3. | Anthon Charmig    | Uno-X Pro Cycling Team | + 13s    |
| 4. | Rui Costa         | UAE Team Emirates      | + 14s    |
| 5. | Maxim Van Gils    | Lotto-Soudal           | + 17s    |
| 6. | Tim Declercq      | Quick-Step Alpha Vinyl | + 20s    |
| 7. | Simone Consonni   | Cofidis                | + 21s    |
| 8. | Cyril Barthe      | B&B Hotels-KTM         | + 21s    |
| 9. | Danny van Poppel  | Bora-Hansgrohe         | + 21s    |
| 10. | Rubén Fernández   | Cofidis                | + 21s    |

### 3.ª etapa
| Tayma - Alula | etapa plana | (181,2 km) |

| \| Classificação por etapas \| Classificação por etapas \| Classificação por etapas \| Classificação por etapas \| Classificação por etapas \| \| Ciclista \| Ciclista \| Equipe \| Tempo \| \| \| ------------------------ \| ------------------------ \| ------------------------ \| ------------------------ \| ------------------------ \| \| 1. \| Dylan Groenewegen \| BikeExchange-Jayco \| 5h11m22s \| \| \| 2. \| Daniel McLay \| Arkéa-Samsic \| + 0s \| \| \| 3. \| Caleb Ewan \| Lotto-Soudal \| + 0s \| \| \| 4. \| Danny van Poppel \| Bora-Hansgrohe \| + 0s \| \| \| 5. \| Alberto Dainese \| Team DSM \| + 0s \| \| \| 6. \| Fernando Gaviria \| UAE Team Emirates \| + 0s \| \| \| 7. \| Erlend Blikra \| Uno-X Pro Cycling Team \| + 0s \| \| \| 8. \| Jasper De Buyst \| Lotto-Soudal \| + 0s \| \| \| 9. \| Simone Consonni \| Cofidis \| + 0s \| \| \| 10. \| Davide Ballerini \| Quick-Step Alpha Vinyl \| + 0s \| \| |                   |                        |          |
| |                   |                        |          |
| Fonte: ProCyclingStats |                   |                        |          |
| Classificação por etapas |                   |                        |          |
| Ciclista | Ciclista          | Equipe                 | Tempo    |
| 1. | Dylan Groenewegen | BikeExchange-Jayco     | 5h11m22s |
| 2. | Daniel McLay      | Arkéa-Samsic           | + 0s     |
| 3. | Caleb Ewan        | Lotto-Soudal           | + 0s     |
| 4. | Danny van Poppel  | Bora-Hansgrohe         | + 0s     |
| 5. | Alberto Dainese   | Team DSM               | + 0s     |
| 6. | Fernando Gaviria  | UAE Team Emirates      | + 0s     |
| 7. | Erlend Blikra     | Uno-X Pro Cycling Team | + 0s     |
| 8. | Jasper De Buyst   | Lotto-Soudal           | + 0s     |
| 9. | Simone Consonni   | Cofidis                | + 0s     |
| 10. | Davide Ballerini  | Quick-Step Alpha Vinyl | + 0s     |

| \| Classificação geral \| Classificação geral \| Classificação geral \| Classificação geral \| Classificação geral \| \| Ciclista \| Ciclista \| Equipe \| Tempo \| \| \| ------------------- \| ------------------- \| ---------------------- \| ------------------- \| ------------------- \| \| 1. \| Santiago Buitrago \| Bahrain Victorious \| 13h36m55s \| \| \| 2. \| Caleb Ewan \| Lotto-Soudal \| + 3s \| \| \| 3. \| Rui Costa \| UAE Team Emirates \| + 13s \| \| \| 4. \| Anthon Charmig \| Uno-X Pro Cycling Team \| + 13s \| \| \| 5. \| Maxim Van Gils \| Lotto-Soudal \| + 17s \| \| \| 6. \| Tim Declercq \| Quick-Step Alpha Vinyl \| + 20s \| \| \| 7. \| Simone Consonni \| Cofidis \| + 21s \| \| \| 8. \| Danny van Poppel \| Bora-Hansgrohe \| + 21s \| \| \| 9. \| Cyril Barthe \| B&B Hotels-KTM \| + 21s \| \| \| 10. \| Rubén Fernández \| Cofidis \| + 21s \| \| |                   |                        |           |
| |                   |                        |           |
| Fonte: ProCyclingStats |                   |                        |           |
| Classificação geral |                   |                        |           |
| Ciclista | Ciclista          | Equipe                 | Tempo     |
| 1. | Santiago Buitrago | Bahrain Victorious     | 13h36m55s |
| 2. | Caleb Ewan        | Lotto-Soudal           | + 3s      |
| 3. | Rui Costa         | UAE Team Emirates      | + 13s     |
| 4. | Anthon Charmig    | Uno-X Pro Cycling Team | + 13s     |
| 5. | Maxim Van Gils    | Lotto-Soudal           | + 17s     |
| 6. | Tim Declercq      | Quick-Step Alpha Vinyl | + 20s     |
| 7. | Simone Consonni   | Cofidis                | + 21s     |
| 8. | Danny van Poppel  | Bora-Hansgrohe         | + 21s     |
| 9. | Cyril Barthe      | B&B Hotels-KTM         | + 21s     |
| 10. | Rubén Fernández   | Cofidis                | + 21s     |

### 4.ª etapa
| Winter Park - Harrat Rahat | etapa escarpada | (149,3 km) |

| \| Classificação por etapas \| Classificação por etapas \| Classificação por etapas \| Classificação por etapas \| Classificação por etapas \| \| Ciclista \| Ciclista \| Equipe \| Tempo \| \| \| ------------------------ \| ------------------------ \| ------------------------ \| ------------------------ \| ------------------------ \| \| 1. \| Maxim Van Gils \| Lotto-Soudal \| 3h32m39s \| \| \| 2. \| Luka Mezgec \| BikeExchange-Jayco \| + 40s \| \| \| 3. \| Tim Declercq \| Quick-Step Alpha Vinyl \| + 40s \| \| \| 4. \| Danny van Poppel \| Bora-Hansgrohe \| + 40s \| \| \| 5. \| Rui Costa \| UAE Team Emirates \| + 40s \| \| \| 6. \| Daniel Oss \| TotalEnergies \| + 40s \| \| \| 7. \| Alexis Renard \| Cofidis \| + 40s \| \| \| 8. \| Santiago Buitrago \| Bahrain Victorious \| + 40s \| \| \| 9. \| Andrea Bagioli \| Quick-Step Alpha Vinyl \| + 44s \| \| \| 10. \| Alexandre Geniez \| TotalEnergies \| + 1m19s \| \| |                   |                        |          |
| |                   |                        |          |
| Fonte: ProCyclingStats |                   |                        |          |
| Classificação por etapas |                   |                        |          |
| Ciclista | Ciclista          | Equipe                 | Tempo    |
| 1. | Maxim Van Gils    | Lotto-Soudal           | 3h32m39s |
| 2. | Luka Mezgec       | BikeExchange-Jayco     | + 40s    |
| 3. | Tim Declercq      | Quick-Step Alpha Vinyl | + 40s    |
| 4. | Danny van Poppel  | Bora-Hansgrohe         | + 40s    |
| 5. | Rui Costa         | UAE Team Emirates      | + 40s    |
| 6. | Daniel Oss        | TotalEnergies          | + 40s    |
| 7. | Alexis Renard     | Cofidis                | + 40s    |
| 8. | Santiago Buitrago | Bahrain Victorious     | + 40s    |
| 9. | Andrea Bagioli    | Quick-Step Alpha Vinyl | + 44s    |
| 10. | Alexandre Geniez  | TotalEnergies          | + 1m19s  |

| \| Classificação geral \| Classificação geral \| Classificação geral \| Classificação geral \| Classificação geral \| \| Ciclista \| Ciclista \| Equipe \| Tempo \| \| \| ------------------- \| ------------------- \| ---------------------- \| ------------------- \| ------------------- \| \| 1. \| Maxim Van Gils \| Lotto-Soudal \| 17h09m38s \| \| \| 2. \| Santiago Buitrago \| Bahrain Victorious \| + 36s \| \| \| 3. \| Rui Costa \| UAE Team Emirates \| + 48s \| \| \| 4. \| Tim Declercq \| Quick-Step Alpha Vinyl \| + 52s \| \| \| 5. \| Danny van Poppel \| Bora-Hansgrohe \| + 57s \| \| \| 6. \| Daniel Oss \| TotalEnergies \| + 57s \| \| \| 7. \| Anthon Charmig \| Uno-X Pro Cycling Team \| + 1m29s \| \| \| 8. \| Alexandre Geniez \| TotalEnergies \| + 1m36s \| \| \| 9. \| Alexis Renard \| Cofidis \| + 1m45s \| \| \| 10. \| Simone Consonni \| Cofidis \| + 1m46s \| \| |                   |                        |           |
| |                   |                        |           |
| Fonte: ProCyclingStats |                   |                        |           |
| Classificação geral |                   |                        |           |
| Ciclista | Ciclista          | Equipe                 | Tempo     |
| 1. | Maxim Van Gils    | Lotto-Soudal           | 17h09m38s |
| 2. | Santiago Buitrago | Bahrain Victorious     | + 36s     |
| 3. | Rui Costa         | UAE Team Emirates      | + 48s     |
| 4. | Tim Declercq      | Quick-Step Alpha Vinyl | + 52s     |
| 5. | Danny van Poppel  | Bora-Hansgrohe         | + 57s     |
| 6. | Daniel Oss        | TotalEnergies          | + 57s     |
| 7. | Anthon Charmig    | Uno-X Pro Cycling Team | + 1m29s   |
| 8. | Alexandre Geniez  | TotalEnergies          | + 1m36s   |
| 9. | Alexis Renard     | Cofidis                | + 1m45s   |
| 10. | Simone Consonni   | Cofidis                | + 1m46s   |

### 5.ª etapa
| Alula - Alula | etapa plana | (138,9 km) |

| \| Classificação por etapas \| Classificação por etapas \| Classificação por etapas \| Classificação por etapas \| Classificação por etapas \| \| Ciclista \| Ciclista \| Equipe \| Tempo \| \| \| ------------------------ \| ------------------------ \| ------------------------ \| ------------------------ \| ------------------------ \| \| 1. \| Dylan Groenewegen \| BikeExchange-Jayco \| 2h56m10s \| \| \| 2. \| Daniel McLay \| Arkéa-Samsic \| + 0s \| \| \| 3. \| Davide Ballerini \| Quick-Step Alpha Vinyl \| + 0s \| \| \| 4. \| Fernando Gaviria \| UAE Team Emirates \| + 0s \| \| \| 5. \| Danny van Poppel \| Bora-Hansgrohe \| + 0s \| \| \| 6. \| Niccolò Bonifazio \| TotalEnergies \| + 0s \| \| \| 7. \| Jasper De Buyst \| Lotto-Soudal \| + 0s \| \| \| 8. \| Jérémy Lecroq \| B&B Hotels-KTM \| + 0s \| \| \| 9. \| Erlend Blikra \| Uno-X Pro Cycling Team \| + 0s \| \| \| 10. \| Alberto Dainese \| Team DSM \| + 0s \| \| |                   |                        |          |
| |                   |                        |          |
| Fonte: ProCyclingStats |                   |                        |          |
| Classificação por etapas |                   |                        |          |
| Ciclista | Ciclista          | Equipe                 | Tempo    |
| 1. | Dylan Groenewegen | BikeExchange-Jayco     | 2h56m10s |
| 2. | Daniel McLay      | Arkéa-Samsic           | + 0s     |
| 3. | Davide Ballerini  | Quick-Step Alpha Vinyl | + 0s     |
| 4. | Fernando Gaviria  | UAE Team Emirates      | + 0s     |
| 5. | Danny van Poppel  | Bora-Hansgrohe         | + 0s     |
| 6. | Niccolò Bonifazio | TotalEnergies          | + 0s     |
| 7. | Jasper De Buyst   | Lotto-Soudal           | + 0s     |
| 8. | Jérémy Lecroq     | B&B Hotels-KTM         | + 0s     |
| 9. | Erlend Blikra     | Uno-X Pro Cycling Team | + 0s     |
| 10. | Alberto Dainese   | Team DSM               | + 0s     |

## Classificações finais
- As classificações finalizaram da seguinte forma:[2]

### Classificação geral
| \| Classificação geral \| Classificação geral \| Classificação geral \| Classificação geral \| Classificação geral \| \| Ciclista \| Ciclista \| Equipe \| Tempo \| \| \| ------------------- \| ------------------- \| ---------------------- \| ------------------- \| ------------------- \| \| 1. \| Maxim Van Gils \| Lotto-Soudal \| 20h05m48s \| \| \| 2. \| Santiago Buitrago \| Bahrain Victorious \| + 36s \| \| \| 3. \| Rui Costa \| UAE Team Emirates \| + 48s \| \| \| 4. \| Tim Declercq \| Quick-Step Alpha Vinyl \| + 52s \| \| \| 5. \| Danny van Poppel \| Bora-Hansgrohe \| + 54s \| \| \| 6. \| Daniel Oss \| TotalEnergies \| + 57s \| \| \| 7. \| Anthon Charmig \| Uno-X Pro Cycling Team \| + 1m29s \| \| \| 8. \| Alexandre Geniez \| TotalEnergies \| + 1m36s \| \| \| 9. \| Benjamin Declercq \| Arkéa-Samsic \| + 1m45s \| \| \| 10. \| Alexis Renard \| Cofidis \| + 1m45s \| \| |                   |                        |           |
| |                   |                        |           |
| Fonte: ProCyclingStats |                   |                        |           |
| Classificação geral |                   |                        |           |
| Ciclista | Ciclista          | Equipe                 | Tempo     |
| 1. | Maxim Van Gils    | Lotto-Soudal           | 20h05m48s |
| 2. | Santiago Buitrago | Bahrain Victorious     | + 36s     |
| 3. | Rui Costa         | UAE Team Emirates      | + 48s     |
| 4. | Tim Declercq      | Quick-Step Alpha Vinyl | + 52s     |
| 5. | Danny van Poppel  | Bora-Hansgrohe         | + 54s     |
| 6. | Daniel Oss        | TotalEnergies          | + 57s     |
| 7. | Anthon Charmig    | Uno-X Pro Cycling Team | + 1m29s   |
| 8. | Alexandre Geniez  | TotalEnergies          | + 1m36s   |
| 9. | Benjamin Declercq | Arkéa-Samsic           | + 1m45s   |
| 10. | Alexis Renard     | Cofidis                | + 1m45s   |

### Classificação dos pontos
| Classificação por pontos | Classificação por pontos | Classificação por pontos | Classificação por pontos | Classificação por pontos |
| Ciclista                 | Ciclista                 | Equipe                   | Pontos                   |                          |
| ------------------------ | ------------------------ | ------------------------ | ------------------------ | ------------------------ |
| 1.                       | Dylan Groenewegen        | BikeExchange-Jayco       | 30 pts                   |                          |
| 2.                       | Caleb Ewan               | Lotto-Soudal             | 29 pts                   |                          |
| 3.                       | Daniel McLay             | Arkéa-Samsic             | 24 pts                   |                          |
| 4.                       | Maxim Van Gils           | Lotto-Soudal             | 22 pts                   |                          |
| 5.                       | Fernando Gaviria         | UAE Team Emirates        | 21 pts                   |                          |
| 6.                       | Danny van Poppel         | Bora-Hansgrohe           | 20 pts                   |                          |
| 7.                       | Santiago Buitrago        | Bahrain Victorious       | 18 pts                   |                          |
| 8.                       | Jasper De Buyst          | Lotto-Soudal             | 14 pts                   |                          |
| 9.                       | Andrea Bagioli           | Quick-Step Alpha Vinyl   | 14 pts                   |                          |
| 10.                      | Davide Ballerini         | Quick-Step Alpha Vinyl   | 13 pts                   |                          |

### Classificação dos jovens
| Classificação dos jovens | Classificação dos jovens | Classificação dos jovens | Classificação dos jovens | Classificação dos jovens |
| Ciclista                 | Ciclista                 | Equipe                   | Tempo                    |                          |
| ------------------------ | ------------------------ | ------------------------ | ------------------------ | ------------------------ |
| 1.                       | Maxim Van Gils           | Lotto-Soudal             | 20h05m48s                |                          |
| 2.                       | Santiago Buitrago        | Bahrain Victorious       | + 36s                    |                          |
| 3.                       | Anthon Charmig           | Uno-X Pro Cycling Team   | + 1m29s                  |                          |
| 4.                       | Alexis Renard            | Cofidis                  | + 1m45s                  |                          |
| 5.                       | Donavan Grondin          | Arkéa-Samsic             | + 2m13s                  |                          |
| 6.                       | Filip Maciejuk           | Bahrain Victorious       | + 4m03s                  |                          |
| 7.                       | Alberto Dainese          | Team DSM                 | + 5m17s                  |                          |
| 8.                       | Casper van Uden          | Team DSM                 | + 8m22s                  |                          |
| 9.                       | Alexander Konychev       | BikeExchange-Jayco       | + 11m35s                 |                          |
| 10.                      | Jordi Meeus              | Bora-Hansgrohe           | + 13m48s                 |                          |

### Classificação por equipas
| Classificação por equipes | Classificação por equipes | Classificação por equipes | Classificação por equipes |
| Equipe                    | Equipe                    | Tempo                     |                           |
| ------------------------- | ------------------------- | ------------------------- | ------------------------- |
| 1.                        | Quick-Step Alpha Vinyl    | 60h22m44s                 |                           |
| 2.                        | Bora-Hansgrohe            | + 41s                     |                           |
| 3.                        | TotalEnergies             | + 45s                     |                           |
| 4.                        | Bahrain Victorious        | + 1m10s                   |                           |
| 5.                        | BikeExchange-Jayco        | + 2m45s                   |                           |
| 6.                        | B&B Hotels-KTM            | + 5m25s                   |                           |
| 7.                        | Lotto-Soudal              | + 9m13s                   |                           |
| 8.                        | UAE Team Emirates         | + 9m59s                   |                           |
| 9.                        | Cofidis                   | + 10m16s                  |                           |
| 10.                       | Team DSM                  | + 13m28s                  |                           |

## Evolução das classificações
| Etapa                 | Vencedor          | Classificação geral | Classificação dos pontos | Classificação das metas volantes | Classificação dos jovens | Classificação por equipas |
| --------------------- | ----------------- | ------------------- | ------------------------ | -------------------------------- | ------------------------ | ------------------------- |
| 1.ª                   | Caleb Ewan        | Caleb Ewan          | Caleb Ewan               | Martin Urianstad                 | Martin Urianstad         | Lotto Soudal              |
| 2.ª                   | Santiago Buitrago | Santiago Buitrago   | Caleb Ewan               | Martin Urianstad                 | Santiago Buitrago        | Cofidis                   |
| 3.ª                   |                   |                     |                          |                                  |                          |                           |
| 4.ª                   |                   |                     |                          |                                  |                          |                           |
| 5.ª                   |                   |                     |                          |                                  |                          |                           |
| Classificações finais |                   |                     |                          |                                  |                          |                           |

## UCI World Ranking
O Volta à Arábia Saudita outorgará pontos para o UCI World Ranking para corredores das equipas nas categorias UCI WorldTeam, UCI ProTeam e Continental. As seguintes tabelas são o barómetro de pontuação e os dez corredores que obtiveram mais pontos:
| Posição             | 1.º | 2.º | 3.º | 4.º | 5.º | 6.º | 7.º | 8.º | 9.º | 10.º | 11.º | 12.º | 13.º-15.º | 16.º-25.º |
| Classificação geral | 125 | 85  | 70  | 60  | 50  | 40  | 35  | 30  | 25  | 20   | 15   | 10   | 5         | 3         |
| Por etapa           | 14  | 5   | 3   |     |     |     |     |     |     |      |      |      |           |           |
| Líder               | 3   |     |     |     |     |     |     |     |     |      |      |      |           |           |

| Classificação |          |        |       |       |       |       |
| Posição       | Ciclista | Equipa | Geral | Etapa | Líder | Total |
| ------------- | -------- | ------ | ----- | ----- | ----- | ----- |
| 1.º           |          |        | 125   |       |       |       |
| 2.º           |          |        | 85    |       |       |       |
| 3.º           |          |        | 70    |       |       |       |
| 4.º           |          |        | 60    |       |       |       |
| 5.º           |          |        | 50    |       |       |       |
| 6.º           |          |        | 40    |       |       |       |
| 7.º           |          |        | 35    |       |       |       |
| 8.º           |          |        | 30    |       |       |       |
| 9.º           |          |        | 25    |       |       |       |
| 10.º          |          |        | 20    |       |       |       |